# Hardline (groupe)
Pour les articles homonymes, voir Hardline.
Hardline est un groupe américain de hard rock, originaire de Los Angeles, en Californie.

## Histoire

### Premières activités (1991–2009)
Hardline est formé par les frères Johnny Gioeli et Joey Gioeli, qui avaient auparavant joué dans les groupes Killerhit et Brunette, joué dans le film inédit Smash Crash and Burn de Roman Coppola, avec le groupe Royal Smash, et plus tard joué dans le groupe Gravity, et qui sont depuis revenus dans Hardline. Le groupe comprend à l'origine le guitariste Neal Schon de Journey et Bad English, le bassiste Todd Jensen (ex-Sequel) et le batteur Deen Castronovo. Le style musical du groupe était un mélange commercial grand public de glam metal et d'AOR. Deux des premières chansons du groupe sont jouées dans le film Rapid Fire qui mettait en vedette Brandon Lee, le fils de l'expert en arts martiaux Bruce Lee.
Leur premier album, Double Eclipse, sort le 28 avril 1992, et est bien accueilli par le public et est largement diffusé à la radio à l'époque. Il se compose de nombreux titres adaptés au genre arena rock. Ils ont tourné avec des artistes tels que Mr. Big et Extreme à travers l'Amérique. Plusieurs vidéos musicales telles que hot Cherie, Takin' Me Down et Can't Find My Way sont réalisées pour promouvoir l'album. Des tournées dans d'autres pays comme ceux de l'Europe étaient également prévues, mais elles ne se sont pas concrétisées après la séparation du groupe.
Le groupe se reforme en 1999. Le troisième album studio de Hardline, Leaving the End Open, sort le 17 avril 2009 en Europe et le 19 mai aux États-Unis, après de nombreux retards. La sortie de l'album était initialement prévue pour le printemps 2006. L'enregistrement a commencé en 2004, alors sous le titre Just Add Water. Ils ont d'abord demandé à l'ex-bassiste d'Ozzy Osbourne et de Quiet Riot de rejoindre le groupe, mais il était occupé par d'autres projets à l'époque. Le bassiste de White Fang, Jamie Brown, a pris sa place, avec Atma Anur à la batterie et le membre de retour Michael T Ross aux claviers.

### Depuis 2011

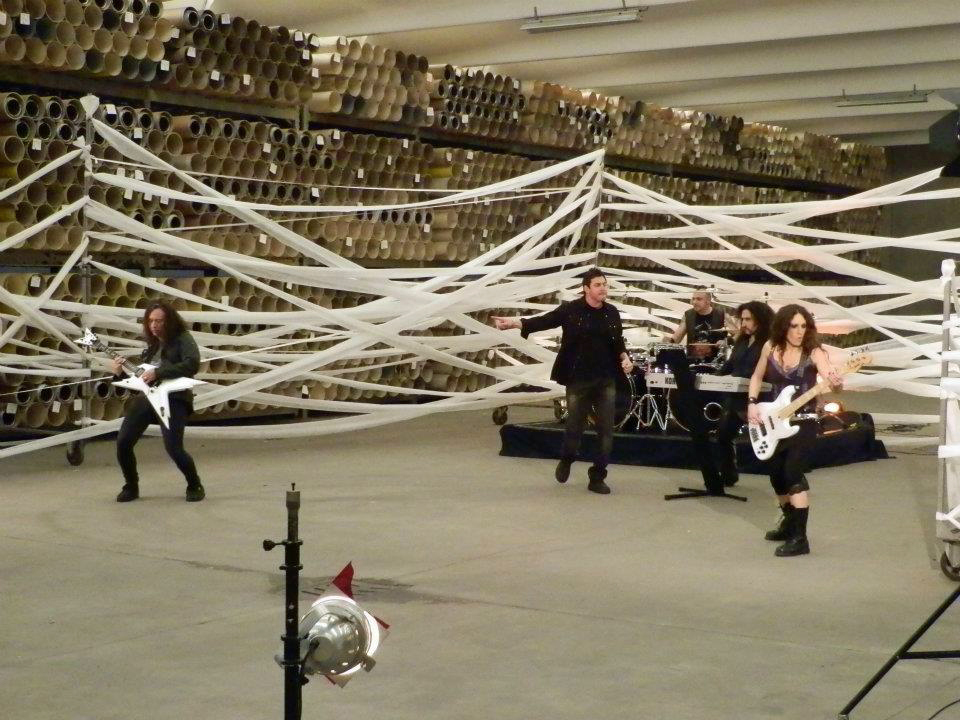
Hardline en 2012.

Le 22 décembre 2011, Johnny Gioeli confirme, via le site officiel de Frontiers Records, qu'il a été annoncé que lui et le claviériste et producteur italien Alessandro Del Vecchio de Edge of Forever et Eden's Curse sortiraient le quatrième album studio de Hardline à la mi-2012. Intitulé Danger Zone, la pochette du nouvel album représente une éclipse pour commémorer le vingtième anniversaire du premier album Double Eclipse, et sort le 18 mai 2012 chez Frontiers Records.
Le 29 avril 2021, avec le premier single Fuel to the Fire, le groupe annonce son nouvel album studio, Heart, Mind and Soul, qui sort le 9 juillet 2021, chez Frontiers. En avril 2022, le guitariste Mario Percudani annonce son départ de Hardline via Facebook, mais part en bons termes. Il est rapidement remplacé par Andrea Seveso.

## Discographie
- 1992 : Double Eclipse
- 2002 : II
- 2003 : Live at the Gods
- 2009 : Leaving the End Open
- 2012 : Danger Zone
- 2016 : Human Nature
- 2019 : Life
- 2021 : Heart, Mind and Soul